# Šestdobe
Šestdobe este o localitate din comuna Rače - Fram, Slovenia.